# Peștera Utroba
Peștera Utroba cunoscută sub numele de Peștera Pântecului, este un sanctuar vechi al peșterii care datează din secolul al XI-lea î.e.n. Situl este situat în apropierea satului Ilinitsa, în zona Tangardak Kaya, la aproximativ 12 kilometri nord-vest de Kărgeali. Pântecele este o fantă orizontală naturală dintr-o rocă ce a fost tăiată și modelată de o mână umană, asemănătoare cu un uter (pântec). Câțiva arheologi care au explorat Peștera Utroba au adoptat numele oficial al sitului Tangardak Kaya.

## Descriere
Înălțimea peșterii este de 3 m, lățimea de 2,5 m și adâncimea de aproximativ 22 m. În partea de jos a peșterii se află un altar sculptat, care are puțin mai mult de un metru înălțime. Există o fisură în partea superioară a peșterii, prin care o rază de soare intră în fiecare zi, la ora 12, pentru câteva minute. Acțiunea întruchipează fertilitatea, căsătoria sacră dintre stâncă și Soare, renașterea vieții.
Peștera este formată într-un masiv de rocă carstică separată, nu departe de creasta muntelui Ilinitsa. Stâncile sunt calcare cretacice, supuse influenței puternice a forțelor endogene (mișcări tectonice). Procesele de erodare fizică și chimică au dus la formarea unei porțiuni la intrare caracterizată de o fisură tectonică lărgită, la baza căreia se află mai multe mici terase. Ulterior, a fost creată o galerie artificială cu lungimea de 12 m și lățimea medie de 1,5 m în direcția fisurii tectonice principale. La nivelul podelei galeriei de peșteră, deschiderea de intrare este lărgită la baza ei și secțiunea sa verticală, văzută din interior spre exterior, are forma unei elipse cu o excentricitate mare. Partea de jos a peșterii este modelată într-un anumit fel, prin cioplirea unei zone de mici dimensiuni care are în mod evident funcții de altar.

## Descoperire

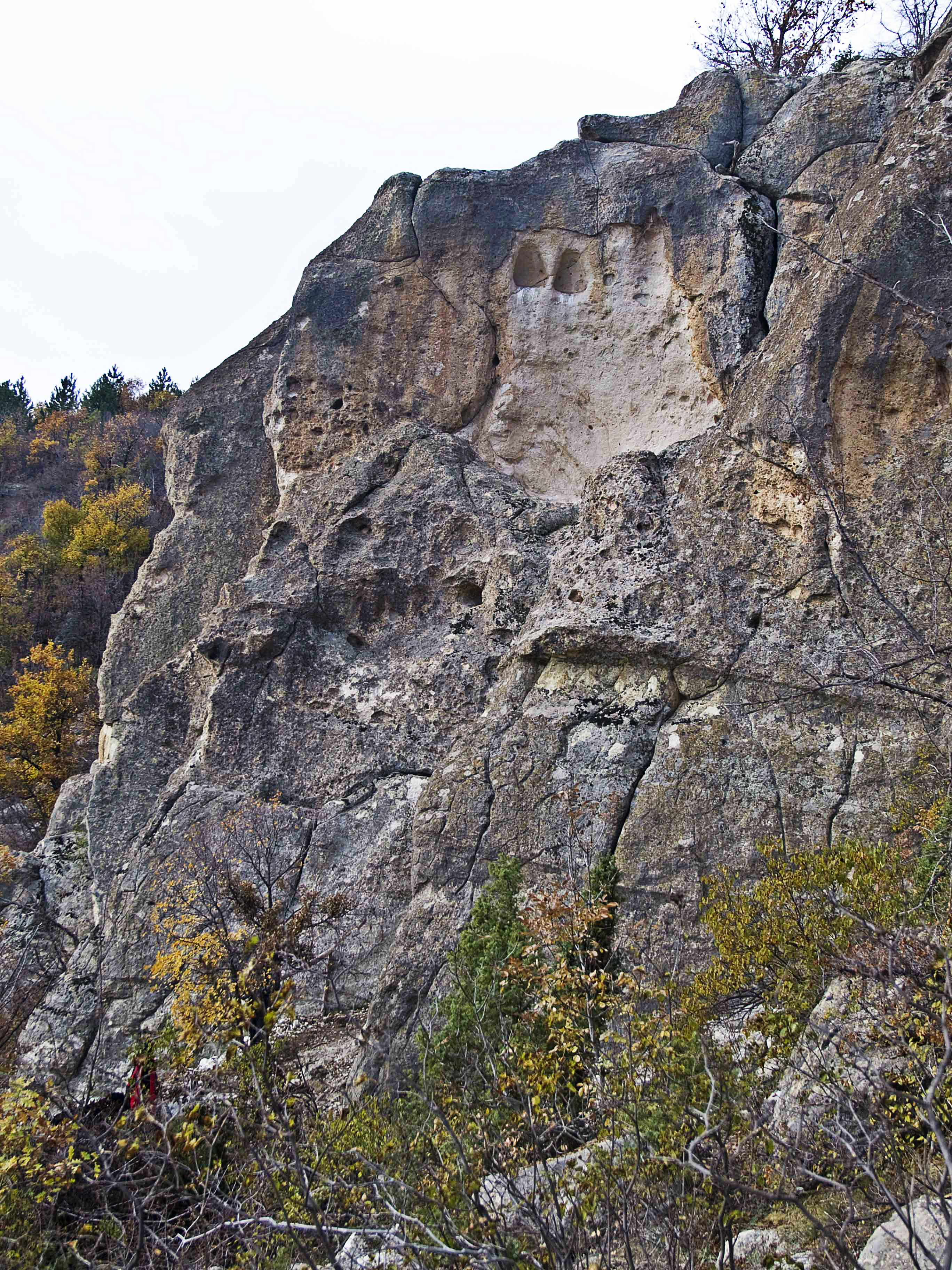
În apropierea intrării pântecului - rocile sunt marcate cu nișe trapezoidale

### Originea numelui
Numele își are rădăcinile în turcul „tangardak kaya” care înseamnă „tunet” sau „zgomotos”. În mijlocul peșterii este sculptată o cupolă emisferică, care conferă acusticii din încăpere un sunet special, care, însă, rezonează doar la voci joase de sex masculin - în toată cavitatea sună tunete. Astfel, populația locală de limbă turcă a dat numele peșterii. 

### Peșteri-utere
Potrivit oamenilor de știință, peșterile de tip Pântece datează din epoca pietrei, din mileniul al IV-lea î.e.n. Construcția lor a fost asociată cu cultul fertilității feminine. De mai mulți ani, arheologii au căutat astfel de peșteri care au fost menționate de autori greci antici. Conform celor mai multe surse scrise antice, se menționează că acestea sunt temple ale Zeiței Mamei. Cultul este asociat cu așa-numita hierogamie - credința că pentru a începe Anul Nou conform conceptului religios al tracilor antici, regele-preot trebuie să moară simbolic și să renască.
Tracii descriu acest ritual după cum urmează - Regele-Preot urcă în înaltul munților, pe stânci, unde este sacrificat un animal mare negru - o capră, un cal sau un taur. Acest lucru simbolizează moartea lui. Apoi intră într-o căsătorie simbolică cu Zeița-mamă, o fertilizează și astfel începe lumea nouă. Ideea este ca iubitul fiului să întrețină relații sexuale cu mama, în pântecele uterin. Acest ritual se desfășoară în ianuarie-februarie, când există, de asemenea, Dionisieni sau Bacchanalia (jocuri de mumă). După Nikolai Ovcharov este cert că Peștera Utroba este un sanctuar al marii zeițe mamă, în care a fost îndeplinit ritualul tracic al sacrificiului.

### Cercetări arheologice

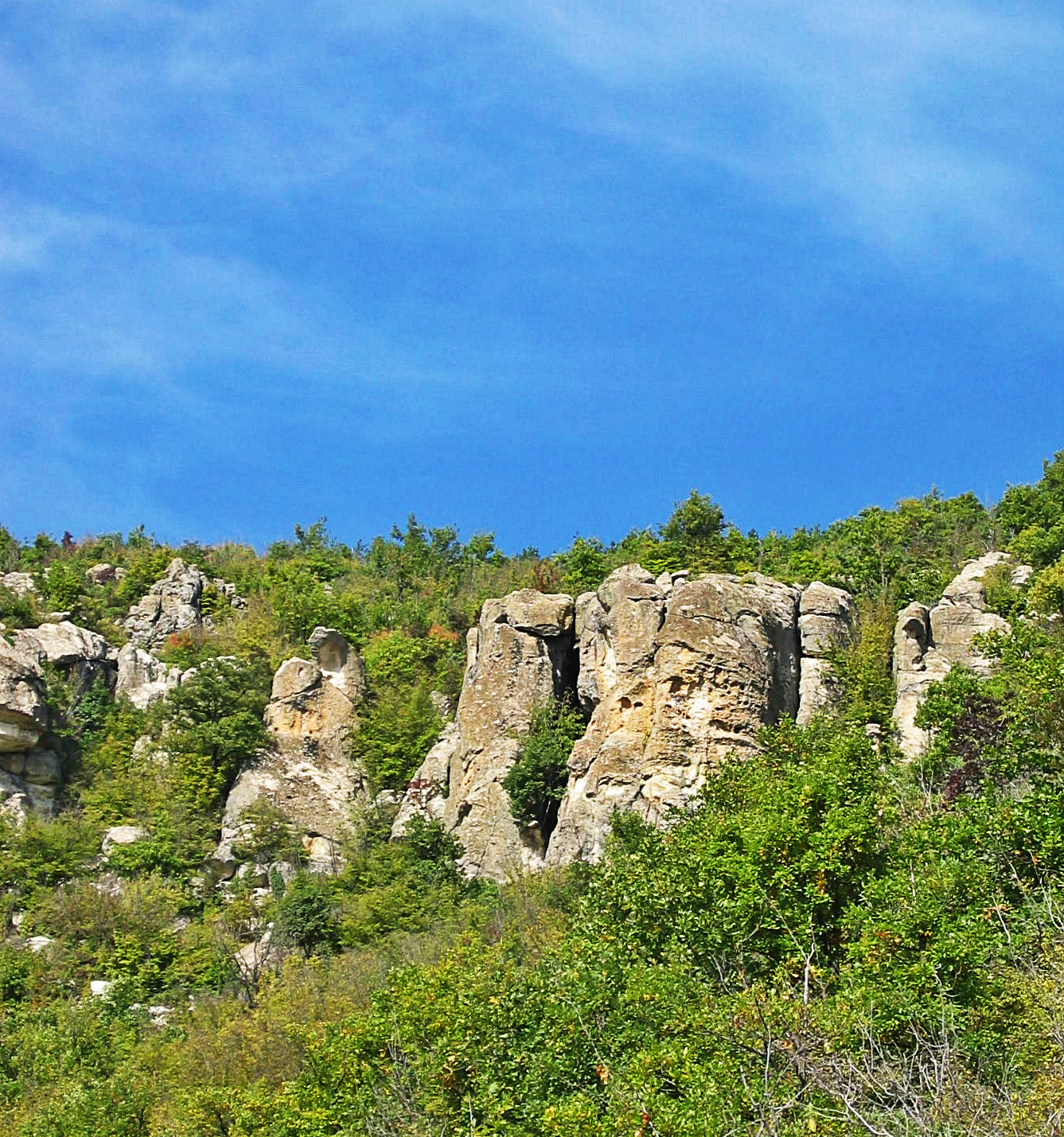
Intrarea în Peștera Pântecului

După cercetarea de teren inițială, profesorul Nikolai Ovcharov l-a invitat pe arheologul-speleolog ucrainean Timur Bobrovsky să studieze situl. În timpul cercetărilor, Bobrovsky a descoperit că orientarea peșterii este pe direcția sud - nord, cu intrarea din sud. Lungimea este exact 22 de metri. Până la adâncimea de 16 m, peștera este în mod natural carstică, dar ultimii 6 m sunt sculptați de mâna omului.
Arheologii nu au nicio îndoială că au descoperit Peștera Pântecului - templul mult căutat al Marii Zeițe - mama, care este menționată în mai multe surse antice.
Nu s-au găsit descoperiri arheologice în interiorul peșterii, dar pe platoul stâncos de deasupra acesteia, potrivit populației locale, vânătorii de comori au săpat statuete. Localnicii satului au prezentat lui Ovcharov vase ceramice și un cazan din cupru. S-a spus că în cazan erau oase de animale, pe care le-au aruncat. Fragmentele ceramice găsite pe platou datează de pe vremea orașului stâncos Perperikon și a sanctuarului de lângă satul Tatul. O inscripție Linear A (scrierea înregistrată prima dată de oamenii de știință de pe discul găsit în Festos, Creta, Grecia) a fost găsită pe unul dintre vasele ceramice găsite la Tangardak kaya. Arheologii au sugerat ipoteza că a existat o așezare deasupra peșterii.
După cercetarea inițială a vechiului sanctuar tăiat în rocă, Ovcharov a constatat că la capătul nordic al galeriei era sculptată o nișă semicirculară cu o gaură în centru, iar când privești în gaură, poți vedea toate elementele, inclusiv deschiderea reprezentând uterul.
Potrivit acestuia, obiectivul principal al arhitecților antici erau razele soarelui, sub forma unui „falus solar”, pentru a ajunge la al 22-lea metru al peșterii, unde se află altarul, ceea ce se întâmplă abia la prânz, în timpul solstițiului de iarnă.

### Cercetări arheoastronomice

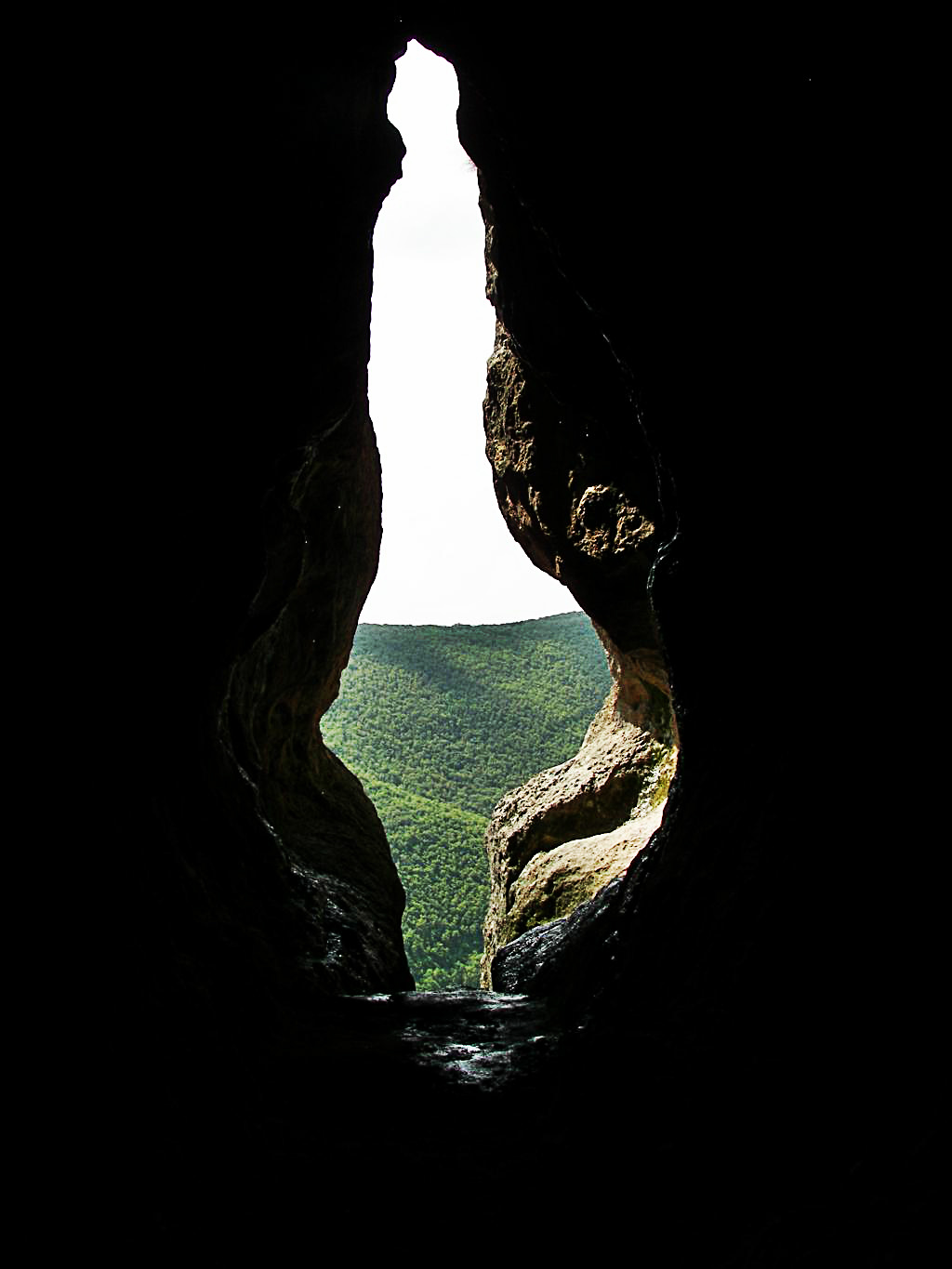
Intrarea în Peștera Pântecului

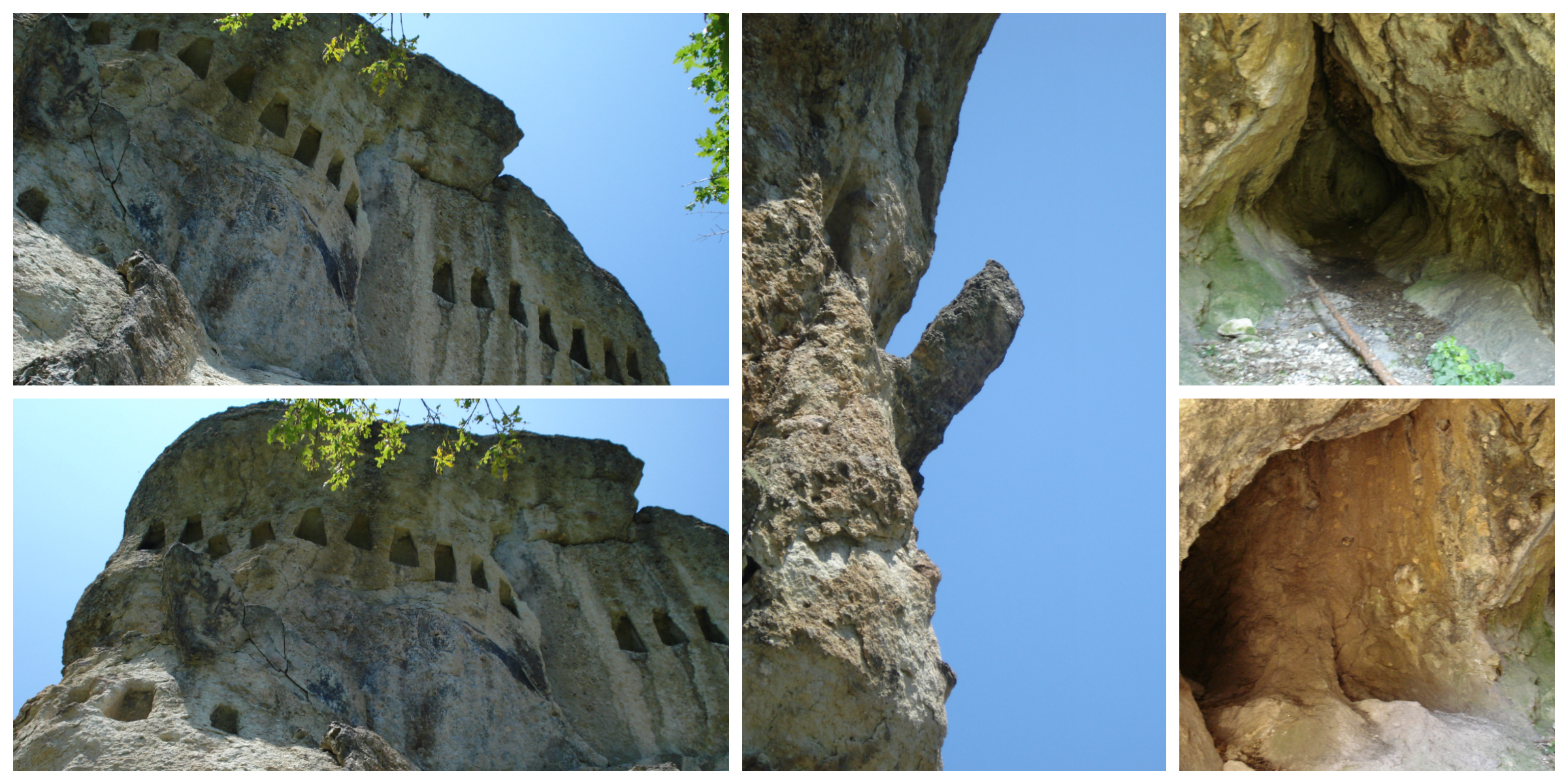
Un obiect similar cu nișe trapezoidale și pântecele din peștera din Parmak-Kaya, în complexul de cult al rocilor, în apropierea satului Nochevo

Rezultatele cercetărilor realizate de Alexei Stoev și Penka Maglova arată că acest sanctuar rupestru poate fi asociat cu închinarea Marii Zeițe Mame - o dată pe an razele soarelui pătrund în altar, simbolizând căsătoria ei sacră cu Soarele. În plus, sanctuarul particular ar putea servi drept instrument pentru determinarea duratei anului și a începutului său cu o precizie suficientă. Observarea sistematică a pozițiilor proiecțiilor de intrare ale Soarelui în timpul culmilor zilnice permite numărarea zilelor dintre solstițiul de iarnă și de vară. Această procedură ar facilita foarte mult crearea și utilizarea unui calendar primitiv și măsurarea timpului în unități mai mari de o zi, legate de cerințele economice, religioase și interne ale societății din această epocă.
Nikolay Dermendzhiev nu a fost de acord cu ipoteza lui Stoev și Maglova, deoarece potrivit observațiilor făcute de el la fața locului, chiar și în timpul solstițiului de iarnă, când lumina Soarelui pătrunde cel mai adânc în peșteră (în timpul prânzului local), așa-numita „Phalus” de lumină a soarelui nu poate ajunge la „vulva-altar”, pentru a-l „acoperi”, adică, "Fertiliza". Potrivit lui Dermendzhiev, acest lucru este ambiguu, deoarece presupusul „incest” dintre începutul masculin (solar) și feminin (lunar) ar trebui repetat anual. Dermendzhiev a subliniat că ar trebui efectuat un studiu arheostronomic specializat pentru a clarifica legătura obiectului cu mișcarea corpului ceresc, întrucât Luna este cealaltă lampă cerească mare care este capabilă să lumineze obiecte și să arunce umbre. În acest sens, a declarat profesorul Valeria Fol, că în perioada 2000-1000 î.Hr., lumina care intra prin intrare, în timpul solstițiului de iarnă, a ajuns la altarul-vulva.
Potrivit lui Nikolay Dermendzhiev, podeaua peșterii, care a fost parțial descoperită, ascunde probabil rămășițe ale prelucrării artificiale, lucru confirmat prin observații preliminare ale geologilor, arată că în unele sectoare roca este frecată cu abrazivi (acțiunea este tipică pentru monumentele megalitice din Europa de Vest și "bunici de piatră” din stepele Ucrainei, din regiunea Eurasiei, folosite de sciți). Pietrele ortostatice mari au fost netezite inițial prin frecare, după care semnele necesare au fost marcate cu o pană pe suprafața netezită. Aparent, scopul unei astfel de neteziri, pe o suprafață de rocă altfel foarte aspră, era să formeze o suprafață plană de recepție (pentru proiecții de lumină). Dermendzhiev a sugerat că „indicatoarele de recepție” relevante (până acum nedescoperite) au fost depuse probabil pe podeaua peșterii, ceea ce nu există nicio îndoială că acestea vor fi documentate după curățare. El subliniază că analiza unghiurilor în care lumina Soarelui și a Lunii cade în acești markeri va da claritate valorilor astronomice ale monumentului. Potrivit lui, constatarea viitoare și concluzia că, în timpul unei declinări minime, lumina lunii aproape „Atinge” „vulva-altarul” situat în fundul peșterii. Dermendzhiev este convins că această constatare îi va confrunta pe oamenii de știință cu posibilitatea de a analiza straturi mitologice arhaice care stau la baza întemeierii ideilor legate de „apariția lumii” și „începutul timpului”.

### În cultura populară

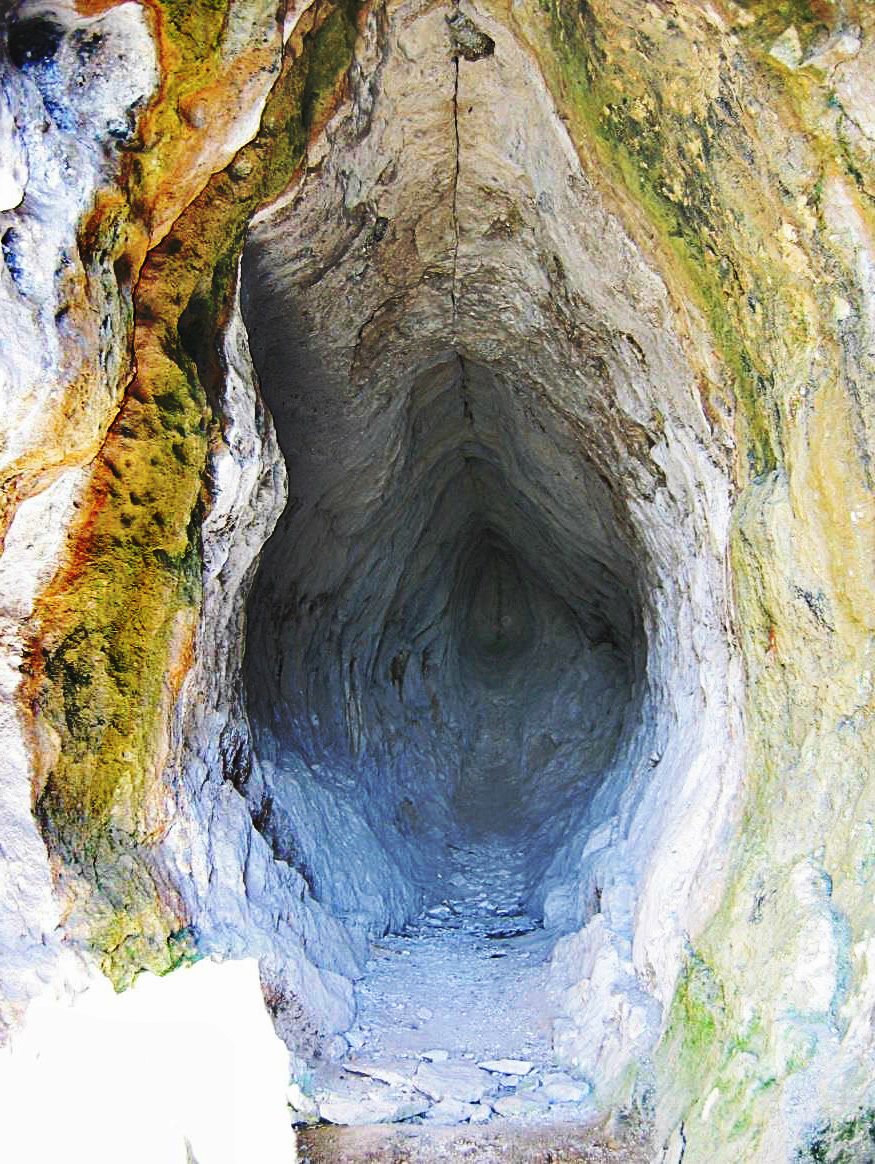
Vulva-altar

„Templul pântecelor” a făcut obiectul unui mare interes mediatic, deoarece a fost documentat pentru arheologie în anul 2003. Unul dintre subiectele cele mai des discutate în spațiul bulgar de internet este dreptul de a „descoperi” situl.
Atribuirea „descoperirii” peșterii Tangardak Kaya de către unii lui Nikolay Ovcharov provoacă adesea reacții negative. Într-adevăr, adevăratul descoperitor al sitului este Mincho Gurmanov, care a fost primul care i-a dezvăluit descoperirea lui Ovcharov, care la rândul său a documentat-o pentru arheologia bulgară.
Locul se bucură de mare interes din partea turiștilor și este promovat în mod constant de municipalitatea Kardzhali și Nikolay Ovcharov.
În 2014, au apărut informații conform cărora „în peștera Utroba s-a stabilit propriul preot”. Se pare că acesta este cetățeanul rus Vladimir Ovsyannikov din orașul Kaluga ( Rusia ), care a declarat unor medii că are o dedicație monahală tibetană. Ovsyannikov vizitează peștera de cel puțin două sau trei ori pe săptămână, între timp călătorind la Moscova și întorcându-se în Bulgaria pentru a vizita situl. Potrivit acestuia, el a informat despre energia extraordinară a peșterii bulgărești și a Junei, renumită pentru abilitățile ei psihice.
Conform altora, clarvăzători, se trimit cupluri fără copii din Europa de Vest și America de Nord în această peșteră. Ghizii locali povestesc despre cuplurile din Statele Unite, Canada și Italia care vin să caute un tratament pentru infertilitate în peștera Utroba. O familie de americani și-au propus să urce traseul abrupt spre locul respectiv. Cu toate acestea, bărbatul nu a putut urca și doar soția sa a ajuns în peșteră. A rămas înăuntru câteva ore meditând. Potrivit lui Ovsyannikov, nu este deloc un mit că vortexurile și câmpurile energetice pot vindeca infertilitatea. Datorită potențialelor de reglementare ale locului, potrivit lui, tratamentul infertilității este destul de posibil.
Publicarea descoperirii sitului arheologic Tangardak Kaya și a mediatizării active a acestei știri au dus la un fel de boom în „descoperirea” peșterilor uterine de pe teritoriul Bulgariei după 2002. Formațiuni de roci similare din peșterile antice au fost înregistrate între satul Nochevo și Yonchovo - obiectul este numit de localnici Parmakla Kaya; V. Benkovski ( municipalitatea Zlatograd ) - a înregistrat mai mult decât prof. Mieczysław Domaradzki la începutul anilor 1990; Peștera Filipovska (lângă satul Filipovtsi); Peștera Utroba de sub Valchanovo Kale, în rezervația Ropotamo, peștera Utroba din trei părți, situată în apropierea satului din Tatul în apropierea complexului cult-stâncă cu același nume, în complexul cult-rock Harman Kaya și pe teritoriul complexului cult-stâncă de lângă satul Kovil.